# 欣贝格
欣贝格（德語：Schimberg）是德国图林根州的市镇，隶属于艾希斯费尔德县。总面积为29.33平方千米，截至2023年12月31日总人口为2,139人。